# 帕什曼島
43°57′N 15°23′E / 43.950°N 15.383°E

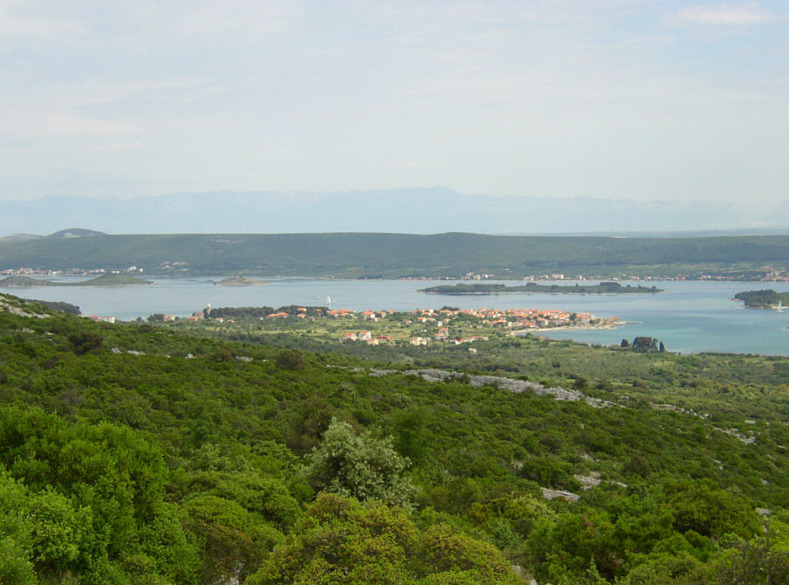

帕什曼島是克羅地亞的島嶼，位於扎達爾以南的亞得里亞海，由扎達爾縣負責管轄，長21公里、寬4.1公里，面積60.11平方公里，海拔高度70.206公里，最高點海拔高度272米，2001年人口2,004。